# Raffaello de Banfield
Raffaello de Banfield (Newcastle upon Tyne, 22 giugno 1922 – Trieste, 7 gennaio 2008) è stato un compositore italiano di origine britannica.

## Biografia
Figlio dell'asso dell'aviazione austro-ungarico Gottfried von Banfield (ultimo cavaliere sopravvissuto dell'Ordine Militare di Maria Teresa e della contessa Maria Tripcovich.
Raffaello de Banfield ha frequentato il Liceo Internazionale Svizzero "Lyceum Alpinum Zuoz", il Liceo "Dante Alighieri" di Trieste, l'Università di Bologna e il Conservatorio Benedetto Marcello di Venezia sotto la guida di Gian Francesco Malipiero. Studiò composizione dal 1946 al 1949 al Conservatorio Nazionale (sotto la direzione di Henri Busser) con Nadia Boulanger a Parigi. In questi anni conosce Herbert von Karajan con il quale stringerà un'amicizia duratura, e anche con artisti come Pablo Picasso, Jean Cocteau e Francis Poulenc. Negli Stati Uniti fece parte del circolo intellettuale che circondava lo scrittore e compositore Paul Bowles, attraverso il quale conobbe Tennessee Williams e Leonard Bernstein. Nel 1949 attraverso la pittrice Leonor Fini conosce il coreografo e ballerino Roland Petit; da questo nacque il balletto Le combat ("Il duello"), che ebbe la sua prima produzione originale a Londra nel 1949. Questo pezzo, basato sull'episodio Tancredi e Clorinda nella poesia Gerusalemme liberata di Torquato Tasso, fu rappresentato 39 volte al Teatro di Vienna. Opera di Stato nella coreografia di Dimitrije Parlic tra il 1959 e il 1973. Fino al 1958 trascorre del tempo tra Parigi e New York e mantiene un'amicizia anche con Maria Callas. 
Si sposò con Maria delle Grazie dei Conti dei Brandolini d'Adda (1923-2017) il 27 dicembre 1976. Dal matrimonio non nacquero figli; Brandolini d'Adda ebbe tre figli dal primo matrimonio con il conte Leonardo Arrivabene Valenti Gonzaga. Dal 1978 al1986 è stato direttore artistico del Festival dei Due Mondi di Spoleto, e dal 1972 fino al 1996 direttore del Teatro Verdi di Trieste.
Divenne famoso per le sue composizioni, che furono eseguite in tutto il mondo e ricevettero innumerevoli onorificenze e riconoscimenti, tra cui quello di Grande Ufficiale italiano; nel 1994, tramite François Mitterrand, divenne Cavaliere della Legione d'Onore. Morì nella sua casa vicino alle cosiddette "Rive" a Trieste, in Italia.
Dal 1978 al 1986 è stato direttore artistico del Festival dei Due Mondi di Spoleto, e dal 1972 fino al 1996 direttore del Teatro Verdi di Trieste.